# Tambahrejo (Tunjungan)
Tambahrejo is een bestuurslaag in het regentschap Blora van de provincie Midden-Java, Indonesië. Tambahrejo telt 4167 inwoners (volkstelling 2010).